# كلوستريديوم موجب الإستر نويع موجب الإستر
كلوستريديوم إسترثيتيكام نويع إسترثيتيكام أو كلوستريديوم موجب الإستر نويع موجب الإستر  هو نوع من البكتيريا من فصيلة كلوستريدياسيا.